# Carcharhinus humani
Carcharhinus humani – gatunek małego rekina z rodziny żarłaczowatych (Carcharhinidae). Zamieszkuje tropikalne wody zachodniego Oceanu Indyjskiego, od Kuwejtu na północy po Republikę Południowej Afryki na południu. Posiada wydłużone wrzecionowate ciało z lekko zaostrzonym pyskiem i V-kształtnym otworem gębowym. Grzbiet rekina ma bladobrązową lub ciemnoszarą barwę, spód jest jaśniejszy - barwy białej lub srebrnej. Cechą charakterystyczną tego gatunku jest mała czarna plamka na górnym wierzchołku drugiej płetwy grzbietowej. Dorosłe osobniki osiągają około 90 cm długości. Podobnie jak inne żarłaczowate jest żyworodny. Brak informacji na temat wielkości populacji czy statusu zagrożenia tego gatunku.

## Taksonomia i filogenetyka
Gatunek ten został po raz pierwszy opisany w 2014 roku przez australijskiego ichtiologa Williama White i niemieckiego zoologa Simona Weigmanna na łamach periodyku Zootaxa na podstawie pięciu osobników - holotypu i czterech paratypów. Okazem typowym (holotypem) jest mierzący 82,8 cm dorosły samiec wyłowiony 15 stycznia 1989 roku przez statek R.V. "Vityaz" w okolicy Sokotry, który został oznaczony numerem katalogowym ZMH 26030 i przekazany do zbiorów Muzeum Zoologicznego w Hamburgu. Epitet gatunkowy honoruje dr. Bretta Humana, specjalistę od taksonomii rekinów u zachodnich wybrzeży Oceanu Indyjskiego (szczególnie RPA i Omanu)..
Analiza filogenetyczna wykazała, że C. humani jest piątym opisanym gatunkiem należącym do "grupy C. dussumieri/sealei" i trzecim gatunkiem "podgrupy C. sealei". Klad "C. dussumieri/sealei" dzieli się na dwie podgrupy: dussumieri (do której należą  C. dussumieri i C. tjutjot) oraz sealei (obejmujący C. sealei, C. coatesi i C. humani). Gatunki te są jednymi z bardziej bazalnych spośród przedstawicieli rodzaju Carcharhinus i zajmują pośrednią pozycję na drzewie ewolucyjnym żarłaczowatych.

## Cechy morfologiczne
Rekin ten posiada wrzecionowaty, wydłużony, lekko zbudowany korpus oraz wydłużony lekko zaostrzony pysk ze stosunkowo dużym, V-kształtnym otworem gębowym. W szczękach mieści się kilka rzędów zębów. Pierwszy z nich ułożony jest pionowo, a każdy kolejny coraz bardziej pochylony ku tyłowi. W razie utraty któregoś z zębów na jego miejsce przesuwa się następny z kolejnego rzędu. Trzon górnych zębów jest masywny i trójkątny o gładkich bocznych powierzchniach i karbowanych krawędziach po obu stronach (zęby po bokach szczęk posiadają wyraźniejsze karbowanie), podstawa jest szeroka, bocznie spłaszczona. Niewiele mniejsze dolne zęby są bardziej zagięte na boki niż górne oraz posiadają gładkie ostre krawędzie, szeroki trzon i szerszą podstawę w stosunku do szczytu zęba. Zęby dolnej szczęki u samców są większe i mniej zakrzywione niż u samic. W górnej szczęce mieści się 24-26 zębów, w dolnej 22-25. Podłużne duże nozdrza osadzone są na zewnętrznych krawędziach spodu pyska - bliżej otworu gębowego, niż szczytu pyska - posiadają wyraźne trójkątne fałdy skórne. Stosunkowo duże, okrągłe oczy wyposażone są w fałdy półksiężycowate spojówek (ochraniające migotkę). Źrenice są duże i okrągłe. Za nimi znajdują się niewielkie owalne tryskawki. Rekin ten posiada pięć niedużych równych szczelin skrzelowych. Na spodzie pyska widoczne są liczne elektroreceptory zwane ampułkami Lorenziniego.
Ostro zakończona pierwsza, stosunkowo niska, trójkątna płetwa grzbietowa ma małą wolną dalszą końcówkę. Kształtem przypomina łagodnie wygięty ku tyłowi sierp. Mniejsza druga płetwa grzbietowa ma trójkątny kształt i szeroką podstawę. Umiejscowiona jest tuż nad płetwą odbytową. Pomiędzy płetwami grzbietowymi widoczny wyraźny międzygrzbietowy łuk. Płetwy piersiowe są stosunkowo duże i szerokie, z mocno zagiętą dystalną krawędzią. Ulokowane są tuż za ostatnią parą szczelin skrzelowych. Małe płetwy brzuszne, podobnie jak pierwsza druga grzbietowa, mają trójkątny kształt i szeroką podstawę. U samca z wewnętrznej, tylnej części płetw brzusznych wykształcił się narząd kopulacyjny zwany pterygopodium. Płetwa odbytowa jest wielkości drugiej płetwy grzbietowej. Jej proksymalna krawędź jest krótsza od dystalnej. Na końcu ogona mieści się proporcjonalnie mała, heterocerkiczna, asymetryczna płetwa ogonowa. Na końcu jej górnego łuku, kilkukrotnie dłuższego od dolnego, mieści się duży szeroki zaokrąglony fałd skórny poprzedzony wyraźnym wcięciem.
Pokrywające skórę romboidalne połyskujące łuski plakoidalne są drobne o kształcie przypominającym literę "W". Grzbiet rekina ma bladobrązową lub ciemnoszarą barwę, niekiedy z ciemniejszymi odbarwieniami. Spód i boki są nieco jaśniejsze, często barwy białej lub srebrnej. Na górnej krawędzi drugiej płetwy grzbietowej widoczna jest mała czarna plamka, podobnie jak u innych przedstawicieli grupy "C. dussumieri/sealei". Największa złowiona samica mierzyła 92 cm, a największy samiec 90 cm. Najmniejsze swobodnie pływające okazy mierzyły 350–364 mm, jednakże Bass i inni w 1973 roku opisali dorosłą samicę, w macicy której znajdowały się dwa embriony mierzące 440 i 450 mm. Dane te wskazują, że wielkość młodych w chwili porodu może się znacznie różnić i wynosi od 35–45 cm..
C. humani różni się od C. sealei wielkością i kształtem czarnej plamki na wierzchołku drugiej płetwy grzbietowej - jest mniejsza i bardziej zaokrąglona. Dodatkowo C. sealei ma bardziej spłaszczony korpus i mocniej wydłużony pysk. W porównaniu do C. coatesi, rekin ten posiada niższą pierwszą płetwę grzbietową, lecz proporcjonalnie większą drugą płetwę grzbietową oraz więcej kręgów (152-167 u C. humani, 134-147 u C. coatesi).

## Występowanie
Okazy typowe wyłowione zostały w wodach Sokotry (holotyp ZMH 26030 i paratyp ZMH 26031), na zachodzie zatoki Maputo w wodach Mozambiku (paratyp ANSP 55298) oraz u wybrzeży południowoafrykańskiej prowincji KwaZulu-Natal (paratyp ANSP 25838). Czwarty paratyp (CSIRO H 6891-01) – składający się jedynie ze szczęk - zakupiony został 17 kwietnia 2008 roku na targu rybnym w regionie Fahaheel w Kuwejcie. John Wheeler w 1960 roku raportował ten gatunek (ówcześnie jako C. menisorrah) u wybrzeży Zanzibaru w Tanzanii oraz Lamu w Kenii. Bass i inni w 1973 roku wykazali (jako C. sealei), że występuje również w wodach wokół wyspy Bazaruto oraz u zachodnich wybrzeży Madagaskaru. Osobnik sfotografowany przez J. Randalla z Muzeum Bishopa u wybrzeży Bahrajnu w 1977 roku oraz okaz C. tjutjot pochodzący z Seszeli przedstawiony w pracy Smitha i Smitha z 1969 roku, to również przedstawiciele C. humani.
Większość publikacji podaje, że gatunek ten zamieszkuje wody na głębokości niewiele głębszej niż 40 m, lecz Bass i inni przedstawili dane na temat osobnika wyłowionego u wybrzeży Madagaskaru na głębokości ponad 1260 m. Opisany przez White i Weigmanna holotyp pozyskany został z głębokości 36-40 metrów, a paratyp o numerze katalogowym ZMH 26031 na głębokości 41–43 m.

## Ekologia
Brak szczegółowych informacji na temat ekologii tego gatunku. Podobnie jak inne żarłaczowate, jest żyworodny. Wielkość ciała, rozmiar szczęk i budowa zębów wskazują, że odżywia się małymi gatunkami ryb, niewielkimi skorupiakami oraz głowonogami.

## Relacje z ludźmi
Z uwagi na niewielkie rozmiary uważany za niegroźnego dla ludzi. Brak danych na temat wielkości czy stanu populacji oraz statusu zagrożenia tego gatunku.